# 齋藤隆夫 (法律家)
齋藤 隆夫（さいとう たかお、1951年 - ）は、日本の法学者。桜美林大学ビジネスマネジメント学群名誉教授、オトゴンテンゲル大学（モンゴル）名誉教授。司法書士。専門は土地法、担保物権法、不動産登記法、モンゴル法。千葉県出身

## 人物
1973年（昭和48年）、國學院大學法学部卒業。1981年（昭和56年）司法書士登録。日本司法学院講師や、母校である國學院大學法学部非常勤講師（不動産登記法を担当）、明の星女子短期大学国際コミュニケーション学科非常勤講師（法学等を担当）を務めた後、1999年より日本司法書士会連合会国際関係対策部員としてモンゴル法制度調査、1999年よりオトゴンテンゲル大学客員教授を務める。その後、日本司法書士会連合会常任理事を経て、2006年東京田中短期大学服飾造形学科専任講師（法学等を担当）。2007年より桜美林大学ビジネスマネジメント郡教授（不動産登記法・商業登記法等を担当）。2020年定年退職。他に、國學院大學法学部兼任講師を歴任。

## 著書

### 単著
- 「集中講義不動産登記法」成文堂 1997年初版/2019年第3版補訂版
- 「不動産登記の仕組みと使い方」成文堂 2012年3月